# Fushun
Fushun —抚顺 en xinès simplificat, 撫順 en xinès tradicional, Fǔshùnen en pinyin —és una ciutat-prefectura al nord-est de la Xina, a la província de Liaoning, a 45 quilòmetres de Shenyang. Fushun té una població a prop d'1,3 milions i una àrea del 10.816 km², incloent-hi els 675 km² del nucli urbà. és un important centre industrial connectat per tren amb Shenyang i Dalian. Està situada en una regió en la qual abunden els jaciments de carbó i esquistos bituminosos, dels quals s'extreu petroli.